# علي معلول
علي معلول من مواليد 1 يناير 1990 في صفاقس، تونس. هو لاعب كرة قدم تونسي يشغل مركز ظهير أيسر. يلعب حاليا لصالح نادي الرياضي الصفاقسي. شارك مع المنتخب التونسي في نسخ كأس الأمم الأفريقية 2015 و2017 وكأس العالم 2018. حصل على لقب هداف الرابطة التونسية المحترفة الأولى موسم 2015–16 مع النادي الرياضي الصفاقسي.

## مسيرة الأندية

### النادي الرياضي الصفاقسي
تكون علي معلول في شبان النادي الرياضي الصفاقسي. ومنذ سنة 2009، التحق اللاعب بأكابر الفريق، وأصبح ينافس على افتكاك مكانه في التّشكيلة الأساسيّة له، وكان يشغله حينها فاتح الغربي. رويدا رويدا، أخذ علي معلول يلعب مباريات أكثر، فصقل مهاراته أكثر ولاحت لديه خصائص هجوميّة واضحة. ومن موسم لآخر أخذ في تثبيت قدمه في التشكيلة الأساسيّة للفريق حتّى أصبح أحد ركائزه وأحد ركائز المنتخب التونسي، خاصّة مع حذقه لتنفيذ الكرات الثابتة وتسجيل الركلات الحرّة. ومنذ موسم 2014–15، أصبح علي معلول القائد الأوّل لفريق النادي الرياضي الصفاقسي.
وفي موسم 2015–16، يتصدّر علي معلول ترتيب هداف الرابطة التونسية المحترفة الأولى برصيد 14 هدف في حدود الجولة العشرين، وهو رقم قياسي لم يسبقه له أيّ مدافع في تاريخ الرابطة التونسية المحترفة الأولى، إذ لم يتمكّن أيّ مدافع قبله من تسجيل أكثر من 9 أهداف في موسم واحد من البطولة.

### الأهلي المصري
في 25 يوليو 2016، انضم علي معلول إلى النادي الأهلي المصري لمدة أربع مواسم؛ بلغت قيمة الصفقة 750،000 دولار.

## المسيرة مع المنتخب
قام بأول مباراة له مع منتخب تونس الأولمبي في 9 أبريل 2011 ضد ملاوي، وهي مباراة تأهيلية في دورة الألعاب الأولمبية الصيفية 2012 في لندن. في 6 يوليو 2013، قدم له أول إستدعاء وطني له ضد المغرب، في التصفيات المؤهلة لبطولة أمم أفريقيا للمحليين 2014 (هزيمة 0–1). شارك أيضا في نسختين من كأس الأمم الأفريقية، في عامي 2015 و2017. في نسخة 2015، لعب أربع مباريات، خسرت تونس في الدور ربع النهائي أمام غينيا الاستوائية في الوقت إضافي. في نسخة 2017، يلعب ثلاث مباريات، حيث تصل تونس إلى دور الثمانية مرة أخرى.
شارك علي معلول أيضاً مع المنتخب التونسي المحلي في بطولة أمم أفريقيا للمحليين 2016. لعب ثلاث مباريات في هذه البطولة، والتي ستخسر فيها تونس في ربع النهاية ضد مالي. كما أنه شارك مع المنتخب التونسي في كأس العالم 2018 التي نظمت في روسيا، لعب مباراتان، ضد منتخب إنجلترا (1–2 هزيمة)، ومنتخب بلجيكا (5–2 هزيمة).

## الإحصائيات

### إحصائيات الأندية
| فريق                    | موسم         | الدوري                           | الدوري  | الدوري | الكأس   | الكأس | البطولات القارية | البطولات القارية | بطولات أخرى | بطولات أخرى | مجموع   | مجموع |
| فريق                    | موسم         | الدرجة                           | مباريات | أهداف  | مباريات | أهداف | مباريات          | أهداف            | مباريات     | أهداف       | مباريات | أهداف |
| ----------------------- | ------------ | -------------------------------- | ------- | ------ | ------- | ----- | ---------------- | ---------------- | ----------- | ----------- | ------- | ----- |
| النادي الرياضي الصفاقسي | 2008–09      | الرابطة التونسية المحترفة الأولى | 2       | 0      | 0       | 0     | —                | —                | 0           | 0           | 2       | 0     |
| النادي الرياضي الصفاقسي | 2009–10      | الرابطة التونسية المحترفة الأولى | 15      | 2      | 2       | 0     | 13               | 0                | —           | —           | 30      | 2     |
| النادي الرياضي الصفاقسي | 2010–11      | الرابطة التونسية المحترفة الأولى | 20      | 1      | 0       | 0     | —                | —                | —           | —           | 20      | 1     |
| النادي الرياضي الصفاقسي | 2011–12      | الرابطة التونسية المحترفة الأولى | 28      | 2      | 1       | 0     | —                | —                | —           | —           | 29      | 2     |
| النادي الرياضي الصفاقسي | 2012–13      | الرابطة التونسية المحترفة الأولى | 18      | 1      | 0       | 0     | 4                | 0                | —           | —           | 22      | 1     |
| النادي الرياضي الصفاقسي | 2013–14      | الرابطة التونسية المحترفة الأولى | 29      | 8      | 4       | 1     | 12               | 3                | 1           | 1           | 46      | 13    |
| النادي الرياضي الصفاقسي | 2014–15      | الرابطة التونسية المحترفة الأولى | 23      | 3      | 2       | 0     | 5                | 2                | —           | —           | 30      | 5     |
| النادي الرياضي الصفاقسي | 2015–16      | الرابطة التونسية المحترفة الأولى | 27      | 16     | 0       | 0     | —                | —                | —           | —           | 27      | 16    |
| النادي الرياضي الصفاقسي | المجموع      | المجموع                          | 162     | 33     | 9       | 1     | 34               | 5                | 1           | 1           | 206     | 40    |
| النادي الأهلي           | 2016–17      | الدوري المصري الممتاز            | 23      | 1      | 5       | 0     | 14               | 2                | 0           | 0           | 42      | 3     |
| النادي الأهلي           | 2017–18      | الدوري المصري الممتاز            | 13      | 0      | 0       | 0     | 10               | 1                | 1           | 0           | 24      | 1     |
| النادي الأهلي           | 2018–19      | الدوري المصري الممتاز            | 26      | 8      | 1       | 0     | 9                | 3                | 1           | 0           | 37      | 11    |
| النادي الأهلي           | 2019–20      | الدوري المصري الممتاز            | 23      | 5      | 2       | 0     | 10               | 4                | 1           | 0           | 36      | 9     |
| النادي الأهلي           | 2020–21      | الدوري المصري الممتاز            | 9       | 2      | 0       | 0     | 1                | 0                | 2           | 0           | 12      | 2     |
| النادي الأهلي           | المجموع      | المجموع                          | 94      | 16     | 8       | 0     | 44               | 10               | 5           | 0           | 151     | 26    |
| مجموع المهنة            | مجموع المهنة | مجموع المهنة                     | 256     | 49     | 17      | 1     | 78               | 15               | 6           | 1           | 347     | 66    |

### الإحصائيات الدولية
آخر تحديث 18 ديسمبر 2021. 
| تونس    |           |         |
| السنة   | المشاركات | الأهداف |
| 2013    | 1         | 0       |
| 2014    | 7         | 0       |
| 2015    | 12        | 0       |
| 2016    | 11        | 0       |
| 2017    | 11        | 0       |
| 2018    | 8         | 0       |
| 2019    | 9         | 0       |
| 2020    | 4         | 1       |
| 2021    | 11        | 1       |
| المجموع | 74        | 2       |

### الأهداف الدولية
| الرقم | التاريخ        | الملعب                            | الخصم   | الهدف | النتيجة | المنافسة               |
| ----- | -------------- | --------------------------------- | ------- | ----- | ------- | ---------------------- |
| 1.    | 9 أكتوبر 2020  | الملعب الأولمبي برادس، رادس، تونس | السودان | 2–0   | 3–0     | مباراة ودية            |
| 2.    | 16 نوفمبر 2021 | الملعب الأولمبي برادس، رادس، تونس | زامبيا  | 3–0   | 3–1     | تصفيات كأس العالم 2022 |

## الألقاب

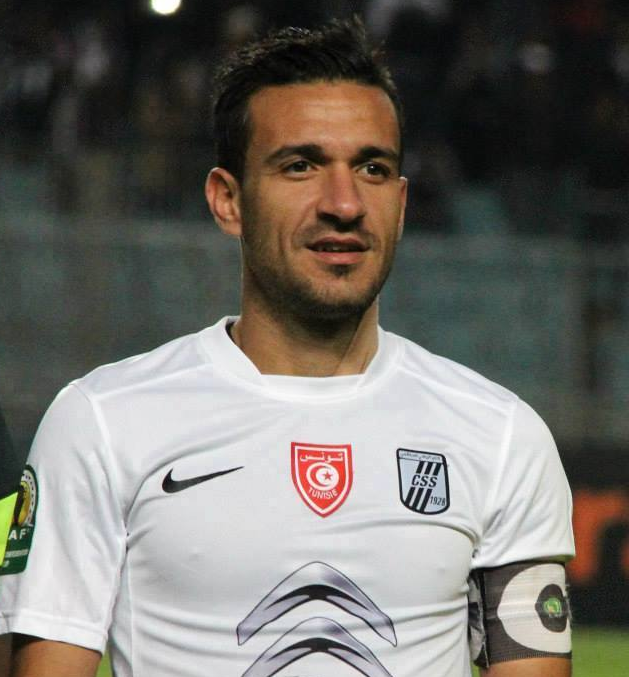
علي معلول مع النادي الرياضي الصفاقسي في 2015.

### الأندية
النادي الرياضي الصفاقسي
- الرابطة التونسية المحترفة الأولى (1): 2012–13
- كأس الكونفيدرالية الأفريقية (1): 2013

النادي الأهلي
- الدوري المصري الممتاز (7): 2016–17، 2017–18، 2018–19، 2019–20، 2022–23، 2023-24، 2024-25
- كأس مصر (3): 2016–17، 2019–20، 2022–23،2023-24.
- كأس السوبر المصري (6): 2017، 2019، 2021، 2022، 2023 ،2024
- دوري أبطال أفريقيا (4): 2019–20، 2020–21، 2022–23،2023-2024
- كأس السوبر الأفريقي (2): 2021 (مايو)، 2021 (ديسمبر)

- أفضل لاعب أجنبي في الدوري المصري الممتاز: 2018–19

## روابط خارجية
- علي معلول على موقع الاتحاد الدولي (مؤرشف)  (الإنجليزية)
- علي معلول على موقع قاعدة بيانات كرة القدم.إي يو (الإنجليزية)
- علي معلول على موقع ناشيونال فوتبول تيمز (الإنجليزية)
- علي معلول على موقع Soccerway.com (الإنجليزية)
- علي معلول على موقع عالم كرة القدم.نت (الإنجليزية)